# Mineral del Monte
Mineral del Monte (Engels: Real del Monte, Otomí: Magats’i) is een mijnbouwstadje in de Mexicaanse deelstaat Hidalgo. De plaats heeft 9.635 inwoners (census 2005) en is de hoofdplaats van de gemeente Mineral del Monte.
Mineral del Monte is gesticht in de 18e eeuw maar begon te groeien in het begin van de 19e eeuw toen mijnwerkers uit het Britse Cornwall werden aangetrokken. De plaats heeft dan ook een sterke Engelse invloed. De huizenbouw laat een Engelse invloed zien en veel inwoners hangen het methodisme aan. Een lokaal gerecht is de paste, afkomstig van de Cornish Pasty en in het jaar 1900 speelden de Engelse mijnwerkers hier officieel het eerste potje voetbal in Noord-Amerika.

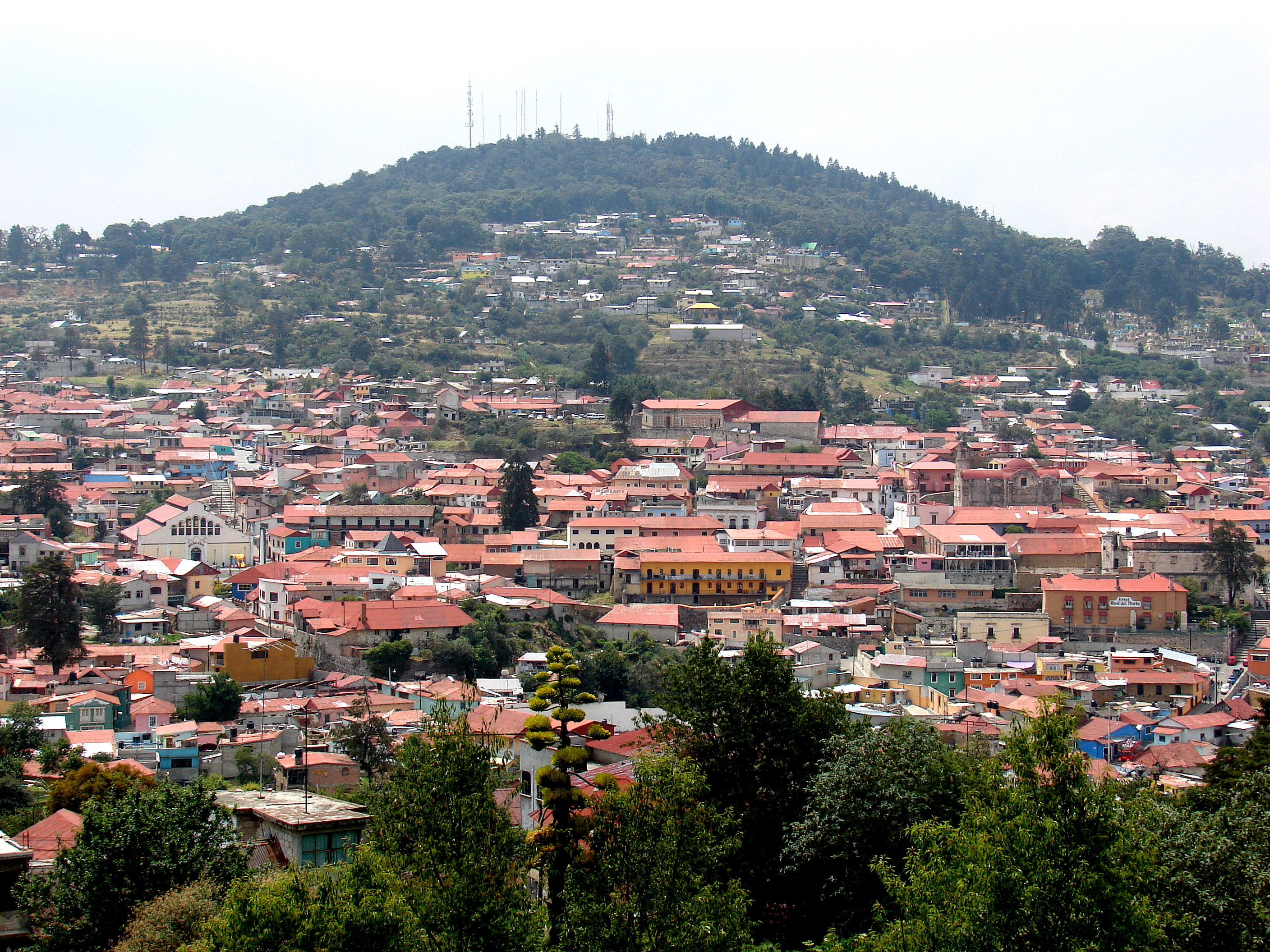
Mineral del Monte
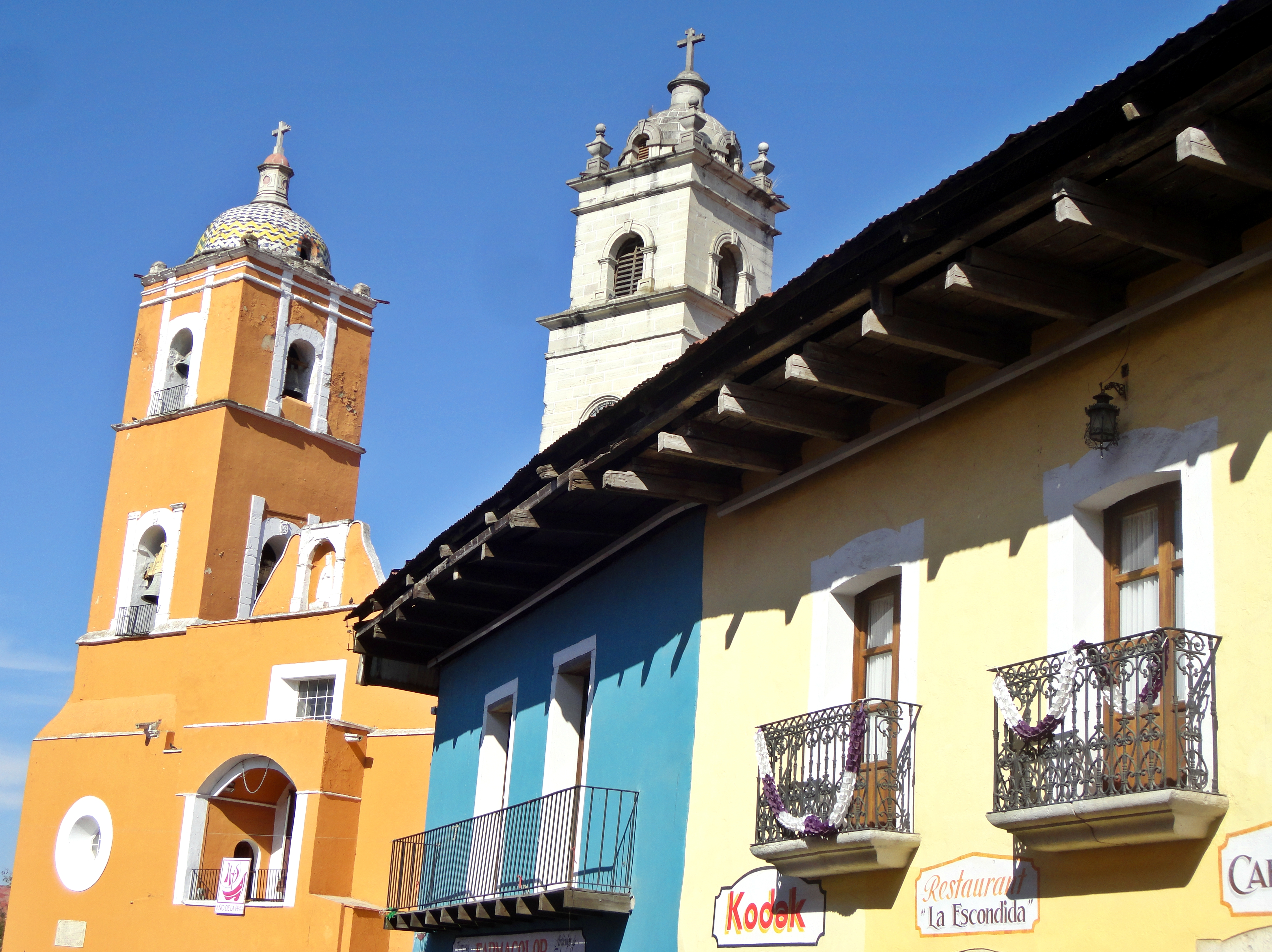
Onze-Lieve-Vrouw van de Heilige Rozenkrans
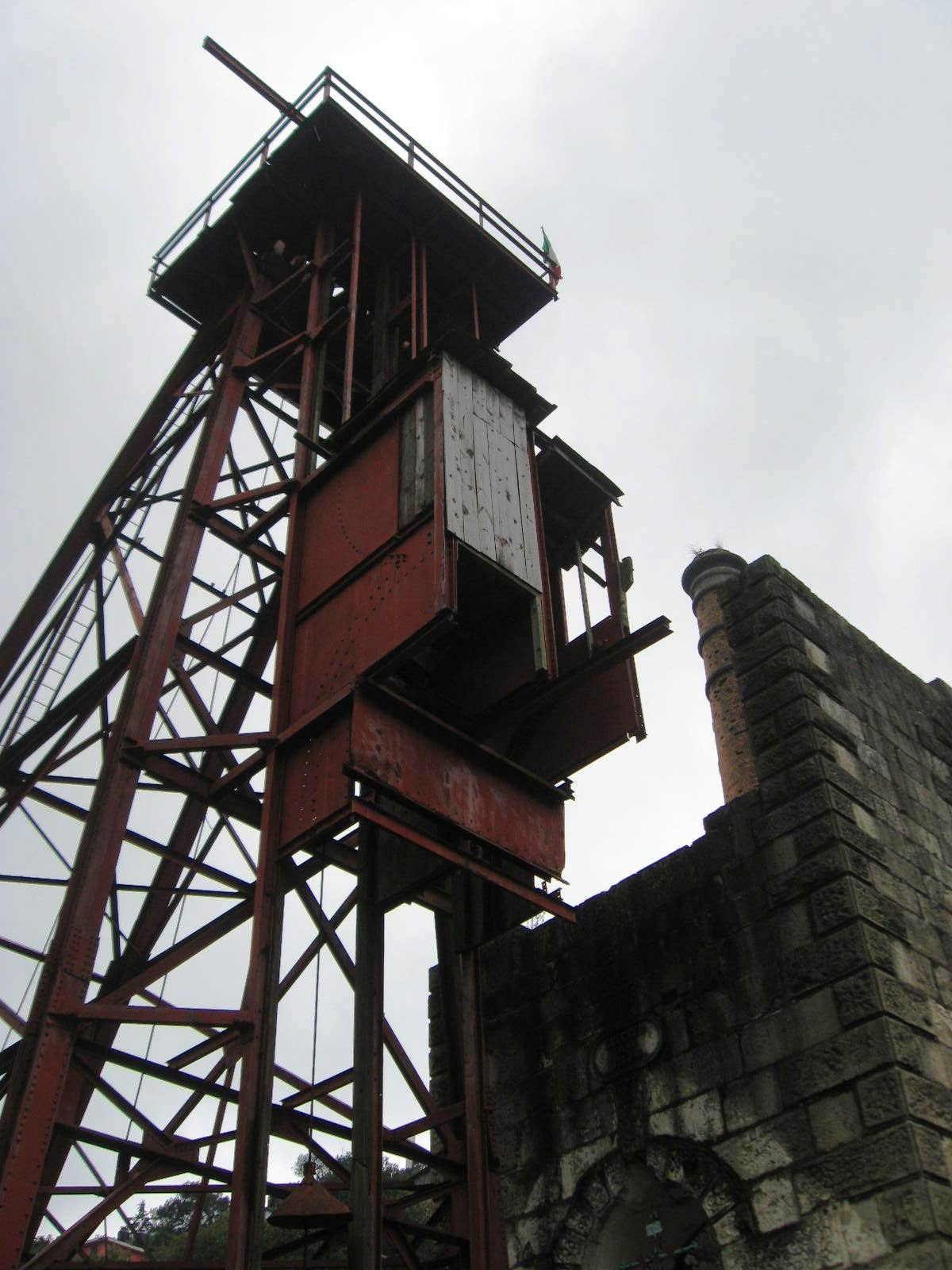
Schachtbok van de Acostamijn
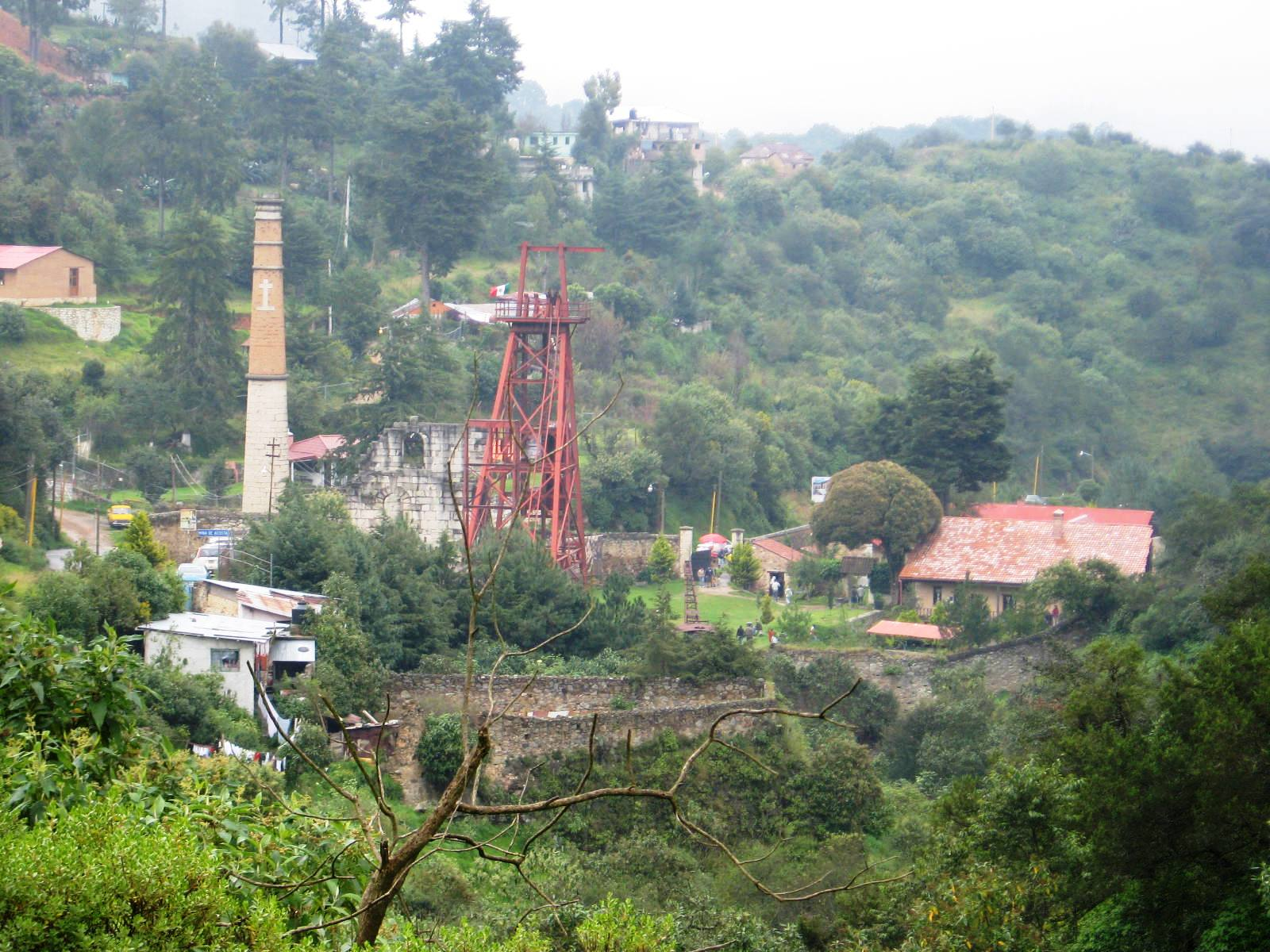
Acostamijnmuseum